# Naraina
Naraina är en ort i Indien.   Den ligger i distriktet Jaipur och delstaten Rajasthan, i den nordvästra delen av landet, 290 km sydväst om huvudstaden New Delhi. Naraina ligger 381 meter över havet och antalet invånare är 17 048.
Terrängen runt Naraina är platt. Runt Naraina är det ganska tätbefolkat, med 155 invånare per kvadratkilometer. Närmaste större samhälle är Sāmbhar, 13,1 km norr om Naraina. Trakten runt Naraina består till största delen av jordbruksmark.